# Trnava (ort i Tjeckien, Zlín)
Trnava är en ort i Tjeckien.   Den ligger i regionen Zlín, i den östra delen av landet, 260 km öster om huvudstaden Prag. Trnava ligger 345 meter över havet och antalet invånare är 1 118.
Terrängen runt Trnava är kuperad åt nordost, men åt sydväst är den platt. Trnava ligger nere i en dal. Runt Trnava är det ganska tätbefolkat, med 149 invånare per kvadratkilometer. Närmaste större samhälle är Zlín, 14,6 km sydväst om Trnava. I omgivningarna runt Trnava växer i huvudsak blandskog.